# Гребенцел
Гребенцел (њем. Gröbenzell) општина је у њемачкој савезној држави Баварска. Једно је од 23 општинска средишта округа Фирстенфелдбрук. Према процјени из 2010. у општини је живјело 19.357 становника. Посједује регионалну шифру (AGS) 9179126.

## Географски и демографски подаци
Гребенцел се налази у савезној држави Баварска у округу Фирстенфелдбрук. Општина се налази на надморској висини од 506 метара. Површина општине износи 6,4 km². У самом мјесту је, према процјени из 2010. године, живјело 19.357 становника. Просјечна густина становништва износи 3.044 становника/km².

## Међународна сарадња
| Мјесто        | Држава              | Врста сарадње | Од    |
| ------------- | ------------------- | ------------- | ----- |
| Пилишверешвар | Мађарска            | партнерство   | 1989. |
|               | Француска           | партнерство   | 1994. |
| Коњиц         | Босна и Херцеговина | контакт       | 1996. |
| Извор         |                     |               |       |